# Nereide (traghetto)
Il Nereide è un traghetto appartenente alla compagnia di navigazione italiana Medmar.

## Caratteristiche
L'unità fa parte della Classe Sibilla: un lotto di 8 navi gemelle costruite tra la fine degli anni '70 e la metà degli anni '80.
Il traghetto dispone di servizi essenziali in virtù dei servizi locali coperti: bar, ristorante, sala TV e solarium sul ponte esterno. Gli ambienti interni sono inoltre dotati d'impianto d'aria condizionata. La capacità di trasporto è pari a 728 passeggeri e 90 automobili.
La propulsione è affidata a una coppia di motori GMT 4S da 12 cilindri in grado di erogare una potenza complessiva di 3706 kW; la velocità massima raggiungibile è pari a 17 nodi.

## Servizio
Unico traghetto della classe Sibilla inizialmente ordinato per Toremar, viene varato il 25 novembre 1979 nel Cantiere navale fratelli Orlando di Livorno con il nome di Planasia e consegnato il 6 marzo 1980 alla compagnia armatrice.  Nello stesso mese prende servizio nei collegamenti tra Piombino, Rio Marina, Porto Azzurro e Pianosa. Saltuariamente opera anche tra Piombino e Portoferraio, servendo le rotte precedentemente coperte dall'Isola d'Elba, da poco venduto a Caremar in sostituzione dell'Adeona.
Negli anni viene impiegato in diverse occasioni sulla Livorno-Gorgona-Capraia-Portoferraio.
Nell’estate del 1996 effettua delle prove di attracco a Porto Santo Stefano e Giglio Porto.
Nell'ottobre del 2004 viene noleggiato alla Saremar ed impiegato nei collegamenti tra Portovesme e Carloforte. A novembre torna in servizio per Toremar.
Nel 2012, con l'acquisizione di Toremar da parte di Moby Lines, viene ritirato il 4 luglio dal servizio e disarmato a Piombino, in vista dell'ingresso in flotta del nuovo Lora D'Abundo, da poco acquistato dalla Medmar. Il 21 luglio viene trasferito da Piombino a Livorno, dove viene di nuovo disarmato nel cantiere navale Montano, in attesa di un nuovo impiego.
Il 1º ottobre 2012, malgrado parecchi malumori da parte degli utilizzatori, ne viene annunciata la cessione alla spagnola Baleària. Il 29 ottobre salpa da Livorno per Burriana, dove viene sottoposto a lavori di restyling e ribattezzato Posidonia. Dal 27 dicembre prende servizio nei collegamenti tra Ibiza e Formentera, in sostituzione del piccolo Arlequin Rojo.
Nella stagione estiva 2020 viene impiegato nei collegamenti tra Alcudia e Ciudadela in sostituzione di un'unità della flotta.
Nel 2023, dopo circa 11 anni di servizio nelle Baleari, viene disarmato e messo in vendita in seguito all'ingresso in servizio del nuovo traghetto Cap De Barbaria.
Nel maggio del 2023 ne viene annunciata la cessione all'italiana Caremar, dalla quale viene ribattezzato Nereide il 23 maggio. Salpato da Dénia il 26 maggio, viene trasferito a Napoli. Dopo l'arrivo in Italia, viene sottoposto ad un ciclo di lavori di refitting "agli interni totalmente rinnovati ed alle panche originali in vetroresina esterne che sono state raggiunte". Pochi mesi dopo viene rivenduto alla Medmar, prendendo servizio nei collegamenti tra Pozzuoli, Procida ed Ischia, dove opera tutt'oggi.

## Incidenti
Il 3 settembre 2014 la nave è stata protagonista di una tentata rapina ai danni di un furgone blindato parcheggiato nella stiva durante la traversata tra Formentera e Ibiza. Dopo la scoperta, i due malviventi si sono allontanati grazie a un complice su un gommone; la nave è giunta regolarmente in porto e i passeggeri, durante la fase di sbarco, sono stati perquisiti.